# モハメッド・ムーリト
モハメッド・ムーリト（アラビア語: محمد مُرحيت、Mohammed Mourhit、1970年10月10日 - ）はベルギーの陸上競技選手、専門は長距離走。2000年シドニーオリンピック男子10000mベルギー代表。男子3000m・5000mのヨーロッパ記録保持者である。身長164cm、体重55kg。

## 経歴
カサブランカから南東100kmに位置するモロッコの街クーリブカ（en:Khouribga）に生まれ、1997年に結婚してベルギー国籍を取得した。1999年世界陸上競技選手権セビリア大会5000mではサラ・ヒスー、ベンジャミン・リモに僅かに及ばずながら3位となり銅メダルを獲得。2001年世界室内陸上競技選手権大会3000mではヒシャム・エルゲルージに次ぐ2位となり銀メダルを獲得した。また世界クロスカントリー選手権において2000年・2001年の2度優勝を飾った。このうち2000年ヴィラモウラ大会ではポール・テルガトの大会6連覇を阻んだ。
その他、1997年3月リスボンハーフマラソンにおいて優勝した。またベルギーのクロスカントリー・ロットクロスカップ（en:Lotto Cross Cup）では1996-97年、1997-98年の2シーズンで年間王者に輝いた。
2002年8月にはEPO使用のドーピング違反として、IAAFより2002年6月6日から2年間の出場資格停止処分を受けた。2004年に復帰したが自己記録に迫る記録を残すことはできなかった。

## 主な戦績
| 年度 | 大会名                           | 開催地       | 種目           | 順位     | 記録          | 備考   |
| ---- | -------------------------------- | ------------ | -------------- | -------- | ------------- | ------ |
| 1997 | 世界クロスカントリー選手権       | トリノ       | ロング         | 5位      | 35分35秒      |        |
| 1997 | 世界陸上競技選手権大会           | アテネ       | 10000m         | 棄権     |               | 決勝   |
| 1997 | IAAFグランプリファイナル         | 福岡         | 5000m          | 4位      | 13分13秒49    |        |
| 1997 | 世界ハーフマラソン選手権         | コシツェ     | ハーフマラソン | 5位      | 1時間00分18秒 |        |
| 1998 | 世界クロスカントリー選手権       | マラケッシュ | ロング         | 8位      | 34分44秒      |        |
| 1999 | 世界クロスカントリー選手権       | ベルファスト | ロング         | 7位      | 40分09秒      |        |
| 1999 | 世界陸上競技選手権大会           | セビリア     | 5000m          | 3位      | 12分58秒80    |        |
| 1999 | IAAFグランプリファイナル         | ミュンヘン   | 3000m          | 3位      | 7分36秒73     |        |
| 2000 | 世界クロスカントリー選手権       | ヴィラモウラ | ロング         | 優勝     | 35分00秒      |        |
| 2000 | オリンピック                     | シドニー     | 10000m         | 途中棄権 |               | 決勝   |
| 2001 | 世界室内陸上競技選手権大会       | リスボン     | 3000m          | 2位      | 7分38秒94     |        |
| 2001 | 世界クロスカントリー選手権       | オーステンデ | ロング         | 優勝     | 39分53秒      |        |
| 2001 | ヨーロッパ室内陸上競技選手権大会 | ウィーン     | 3000m          | 6位      | 7分59秒79     |        |
| 2005 | 世界陸上競技選手権大会           | ヘルシンキ   | 5000m          | 予選     | 13分22秒87    | 2組9着 |

## 記録
- 3000m - 7分26秒62（2000年） 当時世界歴代6位・ヨーロッパ記録
- 5000m - 12分49秒71（2000年） 当時世界歴代4位・ヨーロッパ記録
- 10000m - 26分52秒30（1999年） 当時世界歴代7位・元ヨーロッパ記録